# Concha García Campoy
Concepción García Campoy, coneguda com a Concha García Campoy (Terrassa, Vallès Occidental, 28 d'octubre de 1958 - València, 10 de juliol de 2013), fou una periodista i presentadora de ràdio i televisió catalana.
Va començar la seva carrera professional el 1979, a l'edat de 21 anys, en un programa de ràdio de la Cadena Cope a Eivissa. El 1984 es va incorporar a Radiotelevisión Española, on va iniciar la seva formació en els serveis informatius de la cadena. Quan va acabar la seva etapa a TVE, va passar per diferents mitjans on va alternar la seva activitat a la ràdio amb alguns treballs per a televisió i premsa.
Des de setembre de 2006 va ser membre de la junta directiva i portaveu de l'Acadèmia de les Ciències i les Arts de la Televisió, així com fins a gener de 2012 va dirigir i va presentar a Telecinco l'edició matinal dels seus informatius. Amb diversos premis i reconeixements a la seva carrera periodística, l'any 2012 va anunciar la seva retirada de la televisió per la leucèmia que patia, i a causa de la qual va morir el 10 de juliol de 2013.

## Biografia
Va néixer el 28 d'octubre de 1958 a Terrassa, encara que a una edat primerenca es va traslladar amb la seva família, d'origen andalús, a Eivissa. Allà va cursar batxillerat i, al seu retorn a Barcelona, es va matricular a la Universitat Autònoma de Barcelona per estudiar la carrera de periodisme. Paral·lelament, es va iniciar en altres cursos que no va arribar a finalitzar: ciències econòmiques i filologia hispànica. En obtenir quatre anys després la llicenciatura en Ciències de la Informació, el 1984 va ingressar a l'ens públic. En l'àmbit familiar tenia tres germans, Francisco, Carlos i Asunción, i va estar casada en dues ocasions, primer amb l'advocat eivissenc Jaime Roig i després amb el sociòleg manxec Lorenzo Díaz, amb qui va tenir dos fills, Lorenzo (1992) i Berta (1998). Després de separar-se d'aquest últim, l'octubre de 2000 va refer la seva vida sentimental amb el productor de cinema Andrés Vicente Gómez.
Al marge de les seves tasques periodístiques, el 1995 va col·laborar amb la campanya d'Amnistia Internacional sobre la violació dels drets de la dona a la regió de Bòsnia i també va treballar per a l'ONG Mensajeros de la Paz, on va impulsar la seva defensa de les causes socials, la igualtat d'oportunitats i els drets humans de les persones.
A principis de gener de 2012 va anunciar a través del seu compte de Twitter que deixava la televisió temporalment pel fet que se li havia diagnosticat leucèmia —un tipus de càncer que afecta el teixit que produeix les cèl·lules de la sang— durant les seves vacances de Nadal. Per aquestes dates, la comunicadora va ser hospitalitzada a causa d'aquesta malaltia, que li impedia presentar l'informatiu matinal durant els pròxims mesos. Des de llavors, va començar el tractament de quimioteràpia. Després de superar el tercer cicle de medicació, el juny de 2012, va rebre un autoempelt de medul·la òssia. Encara que inicialment va superar la malaltia, la periodista va recaure el gener de 2013, i va ser hospitalitzada per intensificar el tractament. Més tard, a mitjans de març del mateix any, va tornar a ingressar a l'Hospital Universitari de la Fe de València per sotmetre's a una segona intervenció que consistia en un trasplantament de sang de cordó umbilical. Des que va rebre l'alta hospitalària un mes després de l'operació, acudia periòdicament al centre mèdic per fer un seguiment de la seva malaltia.
Finalment, dinou mesos després que se li diagnostiqués una varietat de leucèmia, va morir a l'edat de 54 anys a l'Hospital La Fe, de València, després d'ingressar dos dies abans al centre clínic per un agreujament de la seva malaltia. El principal motiu de la seva mort va ser una insuficiència hepàtica aguda causada per l'efecte dels medicaments al fetge, cosa que va provocar que presentés una situació de coma irreversible.

## Trajectòria professional

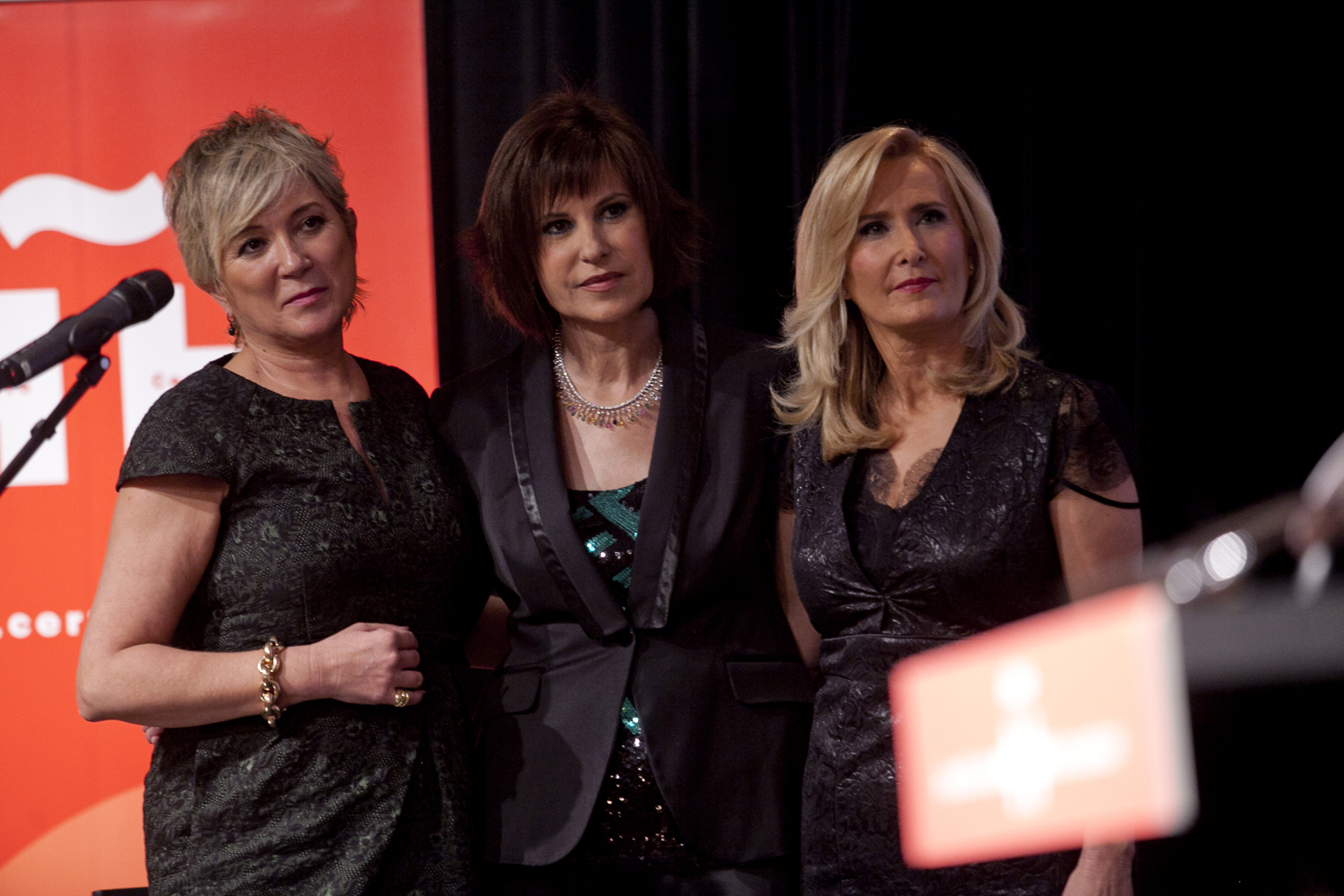
Les periodistes Inés Ballester, Concha García Campoy i Nieves Herrero, als Premis Talento 2012.

Va començar la seva trajectòria professional el 1979, amb 21 anys, als serveis informatius de Ràdio Popular d'Eivissa, on va dirigir el programa radiofònic d'entrevistes i reportatges Antena pública. Al cap d'un any va compaginar aquesta funció amb la de redactora del diari regional Última Hora. fins que el 1983 va aprovar les oposicions de RTVE com la «número 1» de la seva promoció i es va incorporar immediatament a la redacció dels serveis informatius de la cadena a les Illes Balears. Allà va romandre durant sis mesos a causa que la direcció d'informatius a Madrid la reclamava per presentar l'edició del Telediario. El 7 de gener de 1985 va debutar amb el seu primer noticiari de sobretaula a La 1 de Televisió Espanyola, que li va permetre aconseguir la fama al costat de Manuel Campo Vidal, el seu company de plató. Durant més de dos anys va presentar el Telediario del migdia i, una mica més tard, va fer el mateix amb l'informatiu de la nit. A l'estiu de 1986, mentre presentava les notícies, va compaginar el seu treball televisiu amb la direcció de Las mañanas de Radio 1, a Radio Nacional de España (RNE). Així mateix, durant aquest període va col·laborar en diverses publicacions de la premsa escrita com Panorama o Vogue i en la secció de cultura del diari El Independiente.
El 1987 va abandonar la televisió després de fitxar per Cadena SER i, a principis de l'any 1988, va començar a dirigir el programa A vivir que son dos días. Ràpidament va convertir l'espai en el més escoltat del cap de setmana i va arribar a comptar amb fins a un milió d'oients, pel que va ser guardonada amb el Premi Ondas, l'Antena de Oro i el Micrófono de Oro, tots ells en 1989. Simultàniament va col·laborar en el dominical d'El País i al suplement de cultura Babelia. El 1991, durant aquesta època, va tornar a Televisió Espanyola per dirigir el programa Mira 2. Després d'una baixa per maternitat el 1992, la periodista va retornar a la SER i, més endavant, va fitxar per Antena 3 Radio per posar-se al capdavant del matinal Días de radio. D'aquí es va anar a Onda Cero, en què es va ocupar el 1994 de Noches de radio, i dos anys més tard va passar a La Brújula per substituir l'Ernesto Sáenz de Buruaga, on va romandre fins al 1999. Posteriorment va compaginar l'espai de ràdio de cap de setmana Las cosas que nunca te dije amb el seu treball en altres mitjans; comentarista en Las noticias de Tele 5 i col·laboracions setmanals al programa cultural de TVE Señas de identidad i La Revista d'El Mundo. També va publicar el que va ser el seu segon llibre, La doble mirada, el 1996, amb imatges de la fotògrafa Ouka Leele. Així mateix es va encarregar de dirigir i presentar el magazine Hoy es domingo (1999-2004) en els seus inicis a la cadena privada Telecinco, on va conduir durant tres anys el contenidor televisiu sobre cinema La gran ilusión. De nou a les ones, entre setembre de 2004 i juny de 2006, es va fer càrrec de la direcció i presentació del programa vespertí Campoy en su Punto a l'emissora Punto Radio.
L'agost de 2006 es va unir al canal de televisió Cuatro, en què des del 4 d'octubre del mateix any fins al 24 de desembre de 2010 es va encarregar de la conducció del magazine diari Las mañanas de Cuatro. Després de la fusió de Telecinco i Cuatro el 2010, la periodista va cedir el testimoni del programa a Marta Fernández Vázquez i va passar a presentar l'edició matinal d'Informativos Telecinco des del 8 de gener de 2011. Un any després, el 10 de gener de 2012, va anunciar la seva retirada temporal de la televisió pel fet que patia leucèmia.

### Ràdio i televisió
| Títol                    | Emissora       | Dates d'emissió | Gènere     |
| ------------------------ | -------------- | --------------- | ---------- |
| A vivir que son dos días | Cadena SER     | 1988 - 1993     | Radiofònic |
| Antena pública           | COPE           | 1979            | Radiofònic |
| Brújula, La              | Onda Cero      | 1996 - 1999     | Radiofònic |
| Campoy en su punto       | Punto Radio    | 2004 - 2006     | Radiofònic |
| Días de radio            | Antena 3 Radio | 1993            | Radiofònic |
| Gran ilusión, La         | Telecinco      | 1999 - 2002     | Magazine   |
| Hoy es domingo           | Onda Cero      | 1999 - 2004     | Radiofònic |
| Informativos Telecinco   | Telecinco      | 2011 - 2012     | Informatiu |
| Mañanas de Cuatro, Las   | Cuatro         | 2006 - 2010     | Magazine   |
| Mañanas de Radio 1, Las  | RNE            | 1985            | Radiofònic |
| Mira 2                   | TVE-2          | 1991            | Informatiu |
| Noches de radio          | Onda Cero      | 1994            | Radiofònic |
| Telediario               | TVE-1          | 1985 - 1987     | Informatiu |

### Col·laboracions en ficció
En aquesta llista es mostren les aparicions de Concha García Campoy en pel·lícules de cinema o sèries de televisió.
| Títol                                         | Director               | Any  | Gènere     |
| --------------------------------------------- | ---------------------- | ---- | ---------- |
| El rey del mambo                              | Carles Mira            | 1989 | Pel·lícula |
| La mujer de tu vida Episodi: «La mujer feliz» | José Miguel Ganga      | 1990 | Sèrie      |
| La reina anónima                              | Gonzalo Suárez         | 1992 | Pel·lícula |
| Los peores años de nuestra vida               | Emilio Martínez Lázaro | 1994 | Pel·lícula |
| 7 vidas Episodi: «Hot Milk»                   | Ricardo A. Solla       | 2005 | Sèrie      |
| Sinfín                                        | Carlos Villaverde      | 2005 | Pel·lícula |
| La chispa de la vida                          | Álex de la Iglesia     | 2011 | Pel·lícula |

Amb més de trenta anys de professió a la ràdio i televisió, va ser descrita com «una periodista rigorosa, senzilla, de caràcter rialler i amable, tot i que no va deixar de mantenirse propera a l'oient». La seva capacitat comunicativa de què va gaudir al llarg de la seva trajectòria van ser claus perquè els mitjans de comunicació apostessin per ella. Tant per la seva presència a la pantalla petita com a través d'un estudi de ràdio, va demostrar ser una renovadora de la professió, que li va valer perquè es convertís en una de les més conegudes i respectades del nostre audiovisual. Així mateix, era una dona relativament apreciada entre els seus companys de treball que, després de la seva mort, la van recordar com «una persona entranyable, càlida i una extraordinària companya per a tots els seus col·laboradors».

## Premis i reconeixements
Al llarg de la seva carrera periodística, García Campoy va comptar amb diversos reconeixements atorgats pel món de la comunicació als professionals més destacats de l'àmbit nacional. Alguns dels més rellevants van ser el Premi Ondas, el Micrófono de Oro i diverses Antena de Oro. A més, des que morís el juliol de 2013 i, a títol pòstum, hi va haver diferents propostes per homenatjar i rememorar el treball de la periodista catalana. Primer l'Ajuntament d'Eivissa va anunciar el reconeixement de la comunicadora com a filla adoptiva de la ciutat, després l'escola de negocis en la qual ella impartia classes va llançar un programa de beques amb el seu nom, més tard l'Acadèmia de les Ciències i les Arts de Televisió va comunicar la creació del premi de periodisme "Concha García Campoy", després va obtenir del MSSSI la Gran Creu de l'Ordre Civil de la Solidaritat Social que la va reconèixer per la seva defensa a les causes socials i els drets humans i, finalment, el Ministeri d'Educació, Cultura i Esport li va atorgar el Premi Nacional de Televisió l'octubre de 2013.
| Antena d'Or - 1989 Nacionals de ràdio - A vivir que son dos días (Cadena SER) - 1994 Nacionals de ràdio - Noches de radio (Onda Cero) - 2001 Nacionals de televisió - La gran ilusión (Telecinco) Micrófono de Oro - 1989 Nacionals de ràdio - A vivir que son dos días (Cadena SER) - 2003 Nacionals de ràdio - Hoy es domingo (Onda Cero) Premis Ondas - 1989 Nacionals de ràdio - A vivir que son dos días (Cadena SER) - 2001 Nacionals de ràdio - Hoy es domingo (Onda Cero) | Altres premis - 1992 Premi Atlántica - 1996 Premi Importante Diario de Ibiza - 1996 Premis APEI-PRTV - 1998 Premi Anual a la Comunicación de Alcatel - 2005 Premi "Siurells de plata" - 2006 Premi Ramon Llull - 2009 Premi Mujer profesional (FEDEPE) - 2012 Premi Joaquín Soler Serrano - 2012 Cruz de la Orden Civil de la Solidaridad Social - 2013 Premi Nacional de Televisión |

## Obres publicades
- Campoy, Concha Garía. Ediciones Libertarias. Interiores (en castellà).  Madrid: Ed. Libertarias, 1993, p. 225. ISBN 9788476832370.
- García Campoy, Concha; Ouka Lele. La doble mirada (en castellà).  Madrid: Espasa, 1996, p. 218. ISBN 9788423978267.
- García Campoy, Concha; Antonio Colinas. Ibiza, Ciudad Patrimonio de la Humanidad de España (en castellà).  Segovia: Artec, 2000, p. 189. ISBN 9788489183223.

## Nota
1. ↑  El següent contingut mostra descripcions pòstumes que van ser abocades per companys de professió i gent de la vida pública que van lamentar la seva pèrdua.